# Cephaloleia fasciata
Cephaloleia fasciata es un coleóptero de la familia Chrysomelidae.
Fue descrita científicamente en 1904 por Weise.